# Schloßchemnitz
Altchemnitz, Chemnitz-Schloßchemnitz – dzielnica miasta Chemnitz w Niemczech, w kraju związkowym Saksonia. 